# Sanctuary (televisieserie)
Sanctuary is een Canadese sciencefiction-fantasyserie voor televisie, bedacht door Damian Kindler en voor het grootste deel gefinancierd door de Beedie Development Group. De serie is een uitbreiding op acht web-episodes (korte afleveringen die alleen via internet worden uitgezonden) die begin 2007 gratis via internet te bekijken waren. Door het succes van deze afleveringen besloot Syfy om de serie op te pakken en een volledig seizoen uit zenden op televisie, bestaande uit 13 afleveringen.
Een tweede seizoen met eveneens 13 afleveringen werd in 2009-2010 uitgezonden. Op 12 december 2009 maakte Syfy bekend de serie te verlengen met een derde seizoen, bestaande uit 20 afleveringen. Het vierde en vooralsnog laatste seizoen werd in januari 2011 besteld door Syfy en uitgezonden tussen oktober en december van dat jaar.
Sanctuary volgt het leven van Helen Magnus (Amanda Tapping), die het tot haar missie heeft gemaakt om op zoek te gaan naar wezens en personen met bepaalde, bijzondere krachten. Het Sanctuary is een instelling waar deze wezens - al dan niet tijdelijk - kunnen worden opgevangen. Ze wordt hierin (in het eerste seizoen) bijgestaan door haar beschermeling, Will Zimmerman (Robin Dunne), haar dochter Ashley (Emilie Ullerup), computer- en beveiligingsexpert Henry Foss (Ryan Robbins) en Bigfoot (Christopher Heyerdahl), een van de door Magnus opgevangen wezens.

## Productie
De serie wordt geproduceerd door Stage 3 Media (Vancouver). De web-episodes werden opgenomen in januari 2007 in de studio's van Bridge Studios. Sanctuary wordt voor het grootste gedeelte gemaakt door het gebruik van greenscreentechnologie, waardoor er geen decors gebouwd hoeven te worden. In plaats daarvan wordt het decor vormgegeven op computers door middel van CGI.